# Wayne Green
Wayne Sanger Green II, (3 de setembro de 1922 - 13 de setembro de 2013, New Hampshire), foi um editor e escritor estadounidense.

## Trajetória profissional
Wayne Green oi fundador das revistas 73 Magazine, Byte, CD Review, Cold Fusion e várias outras. Green foi também palestrante internacional e consultor; no início da década de 1980, auxiliou no processo de criação da revista brasileira Micro Sistemas.